# Banzaï potvis!
Banzaï potvis is het negende album uit de stripreeks Orphanimo!!. Het album verscheen op 7 december 2006.

## Verhaal
Het verhaal begint met een flashback, waarin te zien is hoe in de Tweede Wereldoorlog een Japanse piloot neerstort vlak bij het scheepswrak van een vliegdekschip. Redding komt niet, en in het heden zit hij nog altijd vast op deze boot. Dan krijgt hij onverwacht bezoek van Vallalkozo, Hanz, Wilbur en Orville, wiens ballon neerstort op hetzelfde schip.
Vallalkozo en zijn kornuiten proberen snel een plan te maken om van het schip af te komen. Tevens ziet Vallalkozo op een tv tot zijn schok en woedde dat zijn ex-vrouw, Ursula, zijn bedrijf aan het overnemen is.
Ondertussen komen de wezen een groep potvissen tegen die worden opgejaagd door walvisvaarders. Ze nemen het voor de dieren op door de boot te beschieten met de kanonnen in het galjoen.